# Димитър Ночев
Димитър Тодоров Ночев е български борец за Освобождението на България, участник в четата на Христо Ботев.

## Биография
Роден е в Пирдоп. Изкарва няколко класа в местното училище, след което чиракува няколко години в една обущарница в Карлово. Вече като майстор се завръща в родния си град и отваря собствен дюкян. Името му е записано като спомоществувател в „Български народен сборник“ от Васил Чолаков, издаден през 1872 г. В неговия дюкян се събират по-будните пирдопчани и Ночев е техен „водач“. Това не остава скрито от властите и той е принуден да емигрира във Влашко. Там отново се захваща със своя занаят. През 1875 г. се запознава с Христо Ботев и се приобщава към емигрантите-революционери. С готовност се включва в четата, водена от войводата.

## Боен път
Участва във всички битки на четата до нейното разбиване след гибелта на Ботев. Включва се в групата на Никола Войновски, който поема на изток в Стара планина. На 1 юни се отделя и тръгва за Пирдоп, заедно с още трима четници (Кольо Радев - Черкеза, Димитър Векилов и друг неизвестен). Измъчени от глад и непрекъснатия дъжд тримата му другари влизат в Пирдоп и са заловени и изпратени в София, за да бъдат съдени. Ночев остава да се крие още няколко дни и влиза в града и се скрива в родната си къща. Издаден е от родния си баща и арестуван. Откаран е в Златица, а оттам в София. На 1 август 1876 г. по силата на амнистията на Мурад V е освободен под поръчителство.

## След Освобождението
След Освобождението пише спомени за Ботев, но от тях има запазени няколко страници – останалото е загубено. Служи като околийски началник в Дупница, Орхание, Добрич, пристав в Берковица и чиновник в Софийската градска община. Синът му Тодор Ночев загива като командир на рота при Селиолу.
Умира в София на 7 март 1916 г.